# 우금 (후장군)
우금(牛金, ? ~ ?)은 후한 말기 ~ 조위의 군인이다. 안원장군(安遠將軍) 우금과는 다른 사람이다.

## 생애

### 조인의 부장 시절
조인의 부곡장으로 기록에 처음 등장한다. 208년 남군 전투 당시 주유가 의해 강릉을 침공하니, 조인의 명령으로 주유 군대에 싸움을 걸었지만, 중과부적으로 포위당한다. 조인이 거느리고 온 군사의 도움으로 거느린 군사들과 함께 포위망을 뚫고 탈출에 성공하였다고 기록되어 있다.
그 후, 후장군이 되었다.

### 죽음과 일설
청룡 3년(235년), 쳐들어온 촉한의 마대를 달아나게 했다.
경초 2년(238년), 호준 등과 함께 사마의의 지휘를 받아 공손연의 난을 진압했다. 이때 “소가 말을 대신한다”는 참언(讖言)이 있어, 사마의가 계책을 세워 독살했다는 말이 전해진다.

## 《삼국지연의》에서의 우금
208년, 조인(曺仁)의 부장으로서 남군 전투 때 등장하였다. 오(吳)의 장수 주유(周瑜)가 강릉(江陵)을 공격하였을 때 조인의 명으로 주유의 군대를 공격하였으나, 오히려 포위를 당하였다. 이에 조인이 용기분발하여 홀로 적진으로 뛰어들어가 우금을 구출하였다.
그 후, 우금은 어디에서도 등장하지 않는다.

## 같이 보기
- 삼국지 인물 목록